# Shaneequa Thelissen
Shaneequa Thelissen (Haarlem, 11 juli 1991) is een Nederlands actrice. Ze werd bekend van de jeugd-soapserie SpangaS als Katou Salhi.

## Levensloop
Shaneequa Thelissen werd geboren in Haarlem en groeide op in Nijmegen. In 2010 maakte ze haar acteerdebuut als Katou Salhi in de serie SpangaS, deze rol vertolkte ze tot 2012. Hierna speelde Thelissen diverse kleinere rollen in series zoals 't Schaep in Mokum. Zij volgde een opleiding tot musical actrice aan de Frank Sanders Akademie te Amsterdam. 
Naast televisieoptredens als actrice ging Thelissen aan de slag als actrice op het toneel. Zo was ze in 2015 te zien in het theaterstuk Ali Baba en de 40 rovers. In 2021 en 2022 was zij te zien als Larissa Geerling in Goede Tijden, slechte tijden. 
In 2022 beviel zij van een dochter.

## Televisie
- SpangaS (2010-2012), als Katou Salhi
- De Blauwe Bank (2013), als Lotte
- 't Schaep in Mokum (2013), als zangeres
- Goede tijden, slechte tijden (2021-2022), als Larissa Geerling

## Theater
- Ali Baba en de 40 rovers